# Peribolaster lictor
Peribolaster lictor är en sjöstjärneart som beskrevs av Fell 1958. Peribolaster lictor ingår i släktet Peribolaster och familjen Korethrasteridae.
Artens utbredningsområde är havet kring Nya Zeeland. Inga underarter finns listade i Catalogue of Life.